# 川越製造所
陸軍造兵廠川越製造所（りくぐんぞうへいしょうかわごえせいぞうしょ）は、埼玉県入間郡福岡村（現在のふじみ野市）にかつて存在した大日本帝國陸軍の火薬工廠。

## 概要
昭和初期、東京の十条にあった陸軍工廠本部の施設拡張のため、移転先として当時の埼玉県入間郡福岡村が選ばれ、昭和4～5年にかけて用地買収が行われた。昭和4～5年に福岡村の移転候補地を陸軍が用地買収、昭和11年11月に着工、12年12月に完成し開場式を挙行。
建物総数は最盛期には大小合わせ600棟を超え、数千人が働いた。施設は以下の4つに分かれていた。
第一工場：雷汞爆粉乾燥室、雷管填実室、黄燐充填室、窒化鉛製増室など。爆発が起こる危険性が高い工程を扱うため、延焼・誘爆を避けるためのコンクリート製の高い塀や土塁が設けられた。
第二工場：爆薬填実室、倉庫、給水塔など。こちらも爆発の危険性があるため、第一工場に準じた措置が講じられた。最も広い面積を占める。
第三工場：各種組立工場、倉庫など。20ミリ機関砲弾、12.7ミリ機関砲弾、照明弾、信号弾などを組み立てていた。最も多くの従業員が働いた。
工場内管理・厚生施設：事務・管理担当部署が置かれ、正門・乾門付近に庶工務事務所、会計事務所、消防夫事務所、会食所、共栄会売店、医務室、青年訓練所などがあった。
終戦時までに面積は16万5,000坪（約55万㎡）となり、川越中学校、福岡国民学校などから学徒動員、女子挺身隊などの勤労動員を含めて数千人が働いた。なお、製造所内での爆発事故も起きた。

## 主な製造品
銃弾：20ミリ機関砲弾、12.7ミリ機関砲弾など。
銃砲弾の火薬・部品など：導火爆索、点火爆索、起爆剤、導火雷管点火管、信管筒尾、銃用雷管、信管雷管、雷汞爆粉窒化鉛など。

## 名称の変遷
- 陸軍造兵廠東京工廠福岡派出所（昭和11年9月～12年10月）
- 陸軍造兵廠東京工廠火具製造所福岡工場（昭和12年11月～15年3月）
- 東京第一陸軍造兵廠第三製造所福岡工場（昭和15年4月～17年7月）
- 東京第一陸軍造兵廠川越製造所（昭和17年8月～20年8月）